# Timothy Anthony McDonnell
Timothy Anthony McDonnell (* 23. Dezember 1937 in New York City) ist emeritierter Bischof von Springfield.

## Leben
Nach dem Studium der Katholischen Theologie und Philosophie am St. Joseph’s Seminary in Yonkers empfing Timothy McDonnell am 1. Juni 1963 durch den New Yorker Erzbischof, Francis Kardinal Spellman, in der St. Patrick’s-Kathedrale die Priesterweihe.
Papst Johannes Paul II. ernannte ihn am 30. Oktober 2001 zum Titularbischof von Semina und zum Weihbischof in New York. Die Bischofsweihe spendete ihm der Erzbischof von New York, Edward Michael Kardinal Egan, am 12. Dezember desselben Jahres; Mitkonsekratoren waren Henry Joseph Mansell, Bischof von Buffalo, und Robert Anthony Brucato, Weihbischof in New York. Zudem berief ihn Kardinal Egan 2002 zum Generalvikar im Erzbistum New York.
Am 9. März 2004 berief ihn Johannes Paul II. zum Bischof von Springfield; am 1. April desselben Jahres wurde McDonnell dort feierlich in sein Amt eingeführt.
Er wurde 2004 in der St. Michael’s Cathedral in Springfield in den Ritterorden vom Heiligen Grab zu Jerusalem investiert.
Papst Franziskus nahm am 19. Juni 2014 seinen altersbedingten Rücktritt an.